# Čchen Kuo-tung
Čchen Kuo-tung (čínsky pchin-jinem Chén Guódòng, znaky zjednodušené 陈国栋; 15. září 1911 – 7. června 2005) byl čínský komunistický politik, první tajemník šanghajského městského výboru KS Číny (1980–1985), předtím ministr výživy (1979–1980). Do Komunistické strany Číny vstoupil roku 1932, působil jako stranický aktivista v Šanghaji a okolních provinciích. Po vzniku Čínské lidové republiky pracoval jako náměstek ministra financí a pak výživy, během kulturní revoluce byl pronásledován, až po roce 1973 se mohl vrátit k politické práci. Byl členem širšího vedení KS Číny jako člen ústředního výboru (1977–1985) a ústřední poradní komise (1985–1992).

## Život
Čchen Kuo-tung se narodil 15. září 1911 v Nan-čchangu v provincii Ťiang-si. Od roku 1931 se účastnil revolučního hnutí, roku 1932 vstoupil do Komunistické strany Číny. Ve 30. letech působil jako aktivista v komunistickém svazu mládeže, a komunistické straně v Šanghaji, Ťiang-su a An-chueji. Po roce 1945 pracoval ve stranickém aparátu v Ťiang-su, kde se věnoval finančním záležitostem.
Po vzniku Čínské lidové republiky roku 1949 převzal funkci vedoucího odboru financí východočínského vojensko-administrativního výboru. Roku 1952 byl přeložen do Pekingu na místo náměstka ministra financí a předsedy Dopravní banky, roku 1953 přešel na místo náměstka ministra výživy. Roku 1965 byl současně zvolen členem stálého výboru celostátního výboru Čínského lidového politického poradního shromáždění.
Během kulturní revoluce byl pronásledován a zbaven funkcí a úřadů, až roku 1973 se mohl vrátit k politické práci. Od února 1975 vedl Všečínskou federaci zásobovacích a odbytových družstev, na XI. sjezdu KS Číny v srpnu 1977 byl zvolen členem ústředního výboru (znovuzvolen roku 1982, v ústředním výboru do roku 1985). Od července 1979 do ledna 1980 působil jako ministr výživy, současně byl členem finanční a ekonomické komise státní rady. V prosinci 1979 byl zvolen druhým tajemníkem šanghajského městského výboru KS Číny, v březnu 1980 převzal vedení městského výboru šanghajské organizace KS Číny, když povýšil na jeho prvního tajemníka. Současně byl politickým komisařem velitelství šanghajské posádky a ředitelem stranické školy v Šanghaji.
V červnu 1985 ho ve funkci prvního tajemníka šanghajského městského výboru KS Číny (a ostatních vedoucích funkcích v Šanghaji) nahradil Žuej Sing-wen; v září 1985 – v rámci širší reorganizace a omlazení vedení strany – rezignoval na členství v ústředním výboru, náhradou byl zvolen členem ústřední poradní komise KS Číny. Do poradní komise byl znovuzvolen na XIII. sjezdu KS Číny v říjnu–listopadu 1987, jejím členem zůstal do XIV. sjezdu KS Číny v říjnu 1992, kdy byla komise zrušena.
Zemřel 7. června 2005 v Šanghaji.